# Плацебо-кнопка
Плацебо-кнопка, или кнопка-плацебо, — кнопка, которая не имеет никакого эффекта при нажатии, давая пользователю иллюзию контроля. Такие кнопки обычно устанавливаются в места, где по традиции они были, но теперь ненадобны из-за автоматизации процесса. В некоторых случаях кнопки могут быть выведены из строя во время установки или эксплуатации, но всё равно оставлены на местах; в других случаях специально устанавливаются неработающие кнопки, которые действуют как плацебо. Примерами плацебо-кнопок являются некоторые кнопки на светофорах на пешеходных переходах и термостатах.